# Elezioni generali nel Regno Unito del 1992
Le elezioni generali nel Regno Unito del 1992 si tennero il 9 aprile e videro la vittoria del Partito Conservatore di John Major, che fu confermato Primo Ministro.

## Risultati
| Liste  | Liste                          | Voti       | %    | Seggi |
| ------ | ------------------------------ | ---------- | ---- | ----- |
|        | Conservatore                   | 14.093.007 | 41,9 | 336   |
|        | Laburista                      | 11.560.484 | 34,4 | 271   |
|        | Liberal Democratici            | 5.999.606  | 17,8 | 20    |
|        | Nazionale Scozzese             | 629.564    | 1,9  | 3     |
|        | Unionista dell'Ulster          | 271.049    | 0,8  | 9     |
|        | Social Democratico e Laburista | 184.445    | 0,5  | 4     |
|        | Verdi                          | 170.047    | 0,5  | -     |
|        | Plaid Cymru                    | 156.796    | 0,5  | 4     |
|        | Unionista Democratico          | 103.039    | 0,3  | 3     |
|        | Sinn Féin                      | 78.291     | 0,2  | -     |
|        | Altri                          | 367.746    | 1,2  | 1     |
| Totale | Totale                         | 33.614.074 | 100  | 650   |

Fonte: Election Resources